# Lévitha
Lévitha (grec moderne : Λέβιθα) est une île grecque située dans l'est de la mer Égée, entre Kos et Páros, faisant partie administrativement de Léros.

## Géographie
Elle s'étend sur près de 7 km de longueur pour une largeur maximale d'environ 4 km. Son périmètre mesure 34 km. Elle est classée au réseau Natura 2000.

## Histoire
Elle est mentionnée dans L'Art d'aimer et dans les Métamorphoses d'Ovide en liant avec les aventures d'Icare et de Dédale qui avant d'atteindre la Crète volent au-dessus de Lévitha.

## Population
| Année     | 1947 | 1951 | 1961 | 1971 | 1981 | 1991 | 2001 | 2009 | 2011 |
| --------- | ---- | ---- | ---- | ---- | ---- | ---- | ---- | ---- | ---- |
| Habitants | 12   | 8    | 7    | –    | 4    | –    | 8    | 2    | 0    |